# 速霸陸Pleo
速霸陸Pleo（日语：PLEO）為日本富士重工業於1998年推出的輕型高頂旅行車，不過該公司停止自行研發生產輕型車，故自第二代起改以大發MiraOEM生產（同屬豐田汽車集團之故）。直到2018年3月大發Mira停產，速霸陸Pleo也在同年3月2日停止販售。
車名「Pleo」為拉丁語的造詞，意為「不但豐富，而且完全」。衍生車型中的「Nesta」源自英語的「new star」，而「NICOT」乃日語中「（日語）ニコッと（一起微笑）」的意思。

## 歷史

### 第一代（1998年-2009年）
1995年 - 11月在第31屆東京車展上，富士重工業展出一輛名為「Elcapa」的概念車，即為Pleo的藍本。
1998年 - 10月9日正式發表Pleo，共搭載四種引擎：
1. 658c.c.直列四缸SOHC EN07E型引擎：自然進氣、EMPi電子多點噴射系統（Electric Multi-point Injection之縮寫）。
2. 658c.c.直列四缸SOHC EN07W型引擎：單點噴射系統（single point injection，縮寫成SPI）、低壓式機械增壓器無中冷器。
3. 658c.c.直列四缸SOHC EN07Z型機械增壓引擎：SOHC、機械增壓附中冷器、EMPi電子多點噴射系統（Electric Multi-point Injection之縮寫）。
4. 658c.c.直列四缸DOHC EN07X型機械增壓引擎：DOHC、機械增壓附中冷器。

除了五速手動排檔變速系統外，另有i-CVT無段自動變速系統可供選購，此種i-CVT系統具有鎖定功能的扭力轉換裝置，且可模擬7速SportShift手排模式（「RM」、「RS」二種車型），乃世界首創。此款車也有簡易型TCS循跡控制裝置（Traction Control System之縮寫），當偵測到車輪空轉打滑時，會提高齒輪比以抑制傳動力，但介入程度不高。在底盤平台方面，採用「環狀力骨構造車體（（日語）環状力骨構造ボディー）」，原廠宣稱B柱的強度比前一代Vivio高出7倍。同年12月2日針對身心障礙人士發售福祉車輛「Transcare型」，除了駕駛座可電動向外移動，助手席亦可迴轉。 
1999年 - 6月23日發售新車型「Pleo Nesta（（日語）ネスタ）」，具有專屬進氣壩、四顆圓形頭燈、歐洲風格的內裝設計等。這種衍生車型區分成二種：
1. 「G級」：五速手排搭配658c.c.直列四缸SOHC EN07U型機械增壓引擎。
2. 「RG型」：附7速SportShift手排模式的i-CVT無段自動變速系統搭配658c.c.直列四缸SOHC EN07Z型機械增壓引擎。

同時原有的「L型」新增13吋輪胎、「LM型」新增13吋輪胎與電動調整後視鏡、「RM型」新增深色車窗玻璃、手動排檔車型新增離合器啟動裝置。此外，引擎支架也經過改良，以提升靜肅性。同年10月14日新增「LS型」，備有運動化前下巴、側裙、尾翼等空力套件、13吋鋁合金輪框、多重反射霧燈、CD播放機及4支喇叭等裝備。12月24日再推出「Le型」特別仕樣車，具有AM/FM音響和2支喇叭、免鑰匙感應門鎖系統（keyless entry system）、電動窗、SRS安全氣囊等配備。
2000年 - 12月22日「Pleo NICOT（（日語）ニコット）」車型上市。這輛車頭設計像是在微笑的車曾在第33屆東京車展上公開，當時搭載CNG（壓縮天然氣）天然氣引擎，現在量產車則改成658c.c.直列四缸SOHC EN07U型機械增壓引擎，搭配i-CVT變速系統。
2001年 - 10月9日富士重工業發表嶄新的「六連星」企業識別標誌，故Pleo車系的廠徽隨之變更。
2002年 - 5月7日為了慶祝速霸陸使用全時四輪驅動30周年，特別推出「F Limited」、「LS Limited」、「RS Limited II」等三種特仕車型。
2005年 - 2004年推出的「L型」再度於1月24日復活，具有ABS防鎖死煞車系統、雙SRS安全氣囊、三點式安全帶、遙控中控門鎖、霧燈等配備，內裝方面則有不織布座椅。另有以「F型」為基礎所推出的特仕車「F Limited型」，將紅外線四門中控鎖、電動窗、電動調整後視鏡、防水材質座椅、12吋輪圈（僅鋼圈加輪圈蓋）、CD及廣播電台音響系統等列入標準配備。同年5月17日則推出針對女性車主的「L Type S型」特仕車，以現行「L型」為基礎加上四迴路ABS防鎖死煞車系統、雙SRS安全氣囊兩項安全裝備，尾翼與13吋鋁合金輪圈也一併附上。此外車身同色前後保險桿及側裙、前霧燈、深色玻璃、雙色座椅等更是此款特仕車的標準行頭。
2010年 - 1月第一代Pleo停產。

#### 得獎紀錄
第一代Pleo曾獲得1999年度第8屆RJC年度風雲車最佳輕型車之獎項。

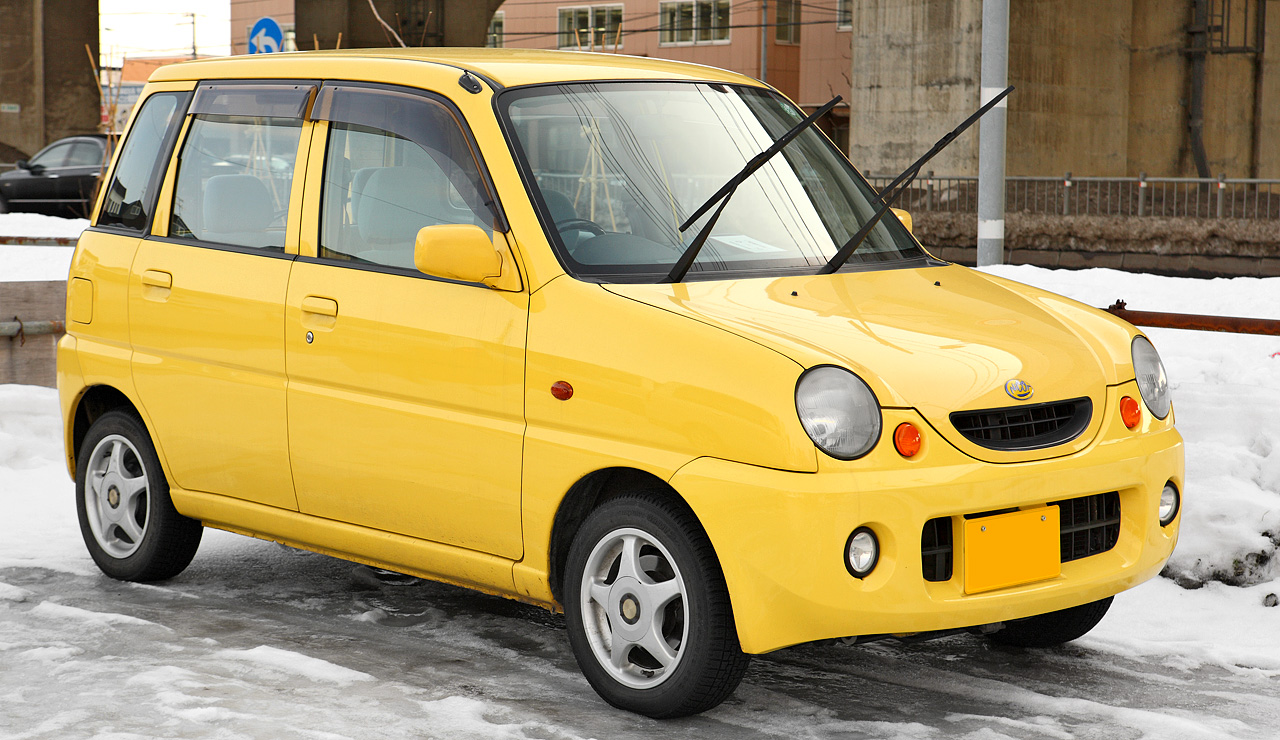
車頭像是在微笑的Pleo NICOT
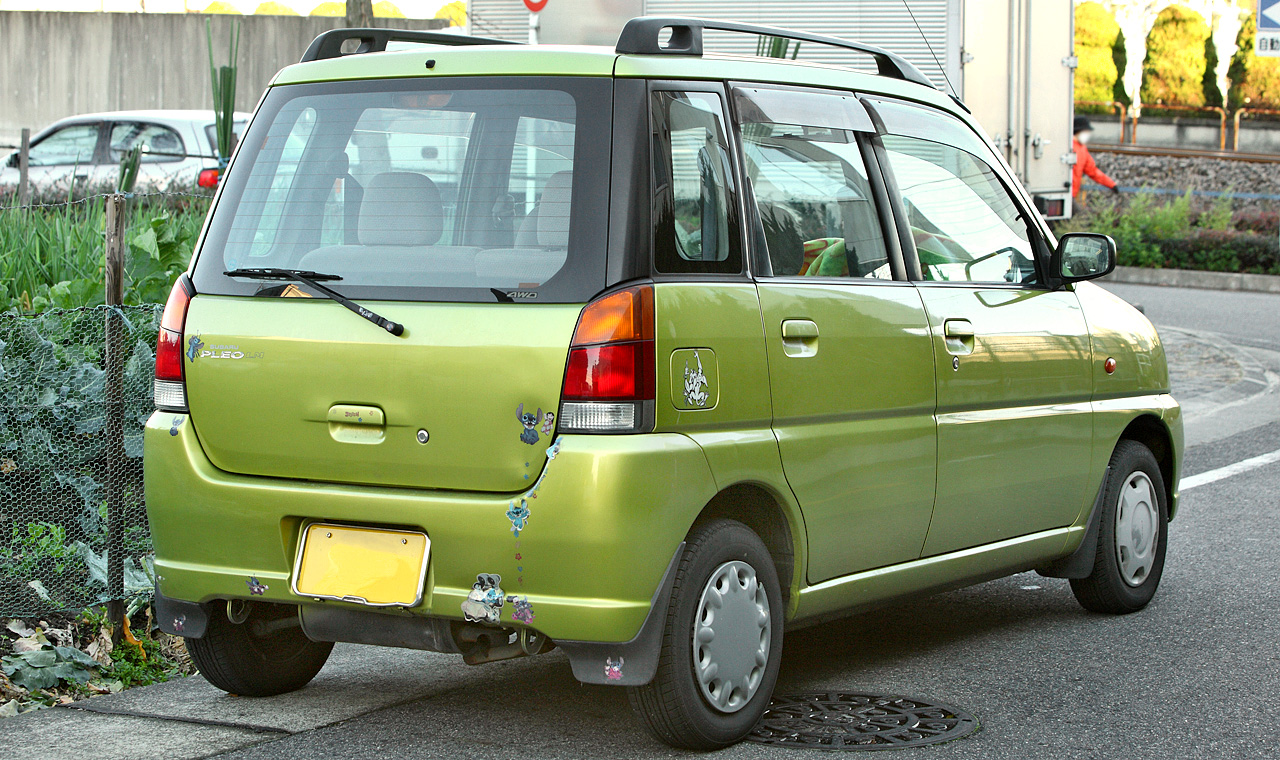
前期型車尾
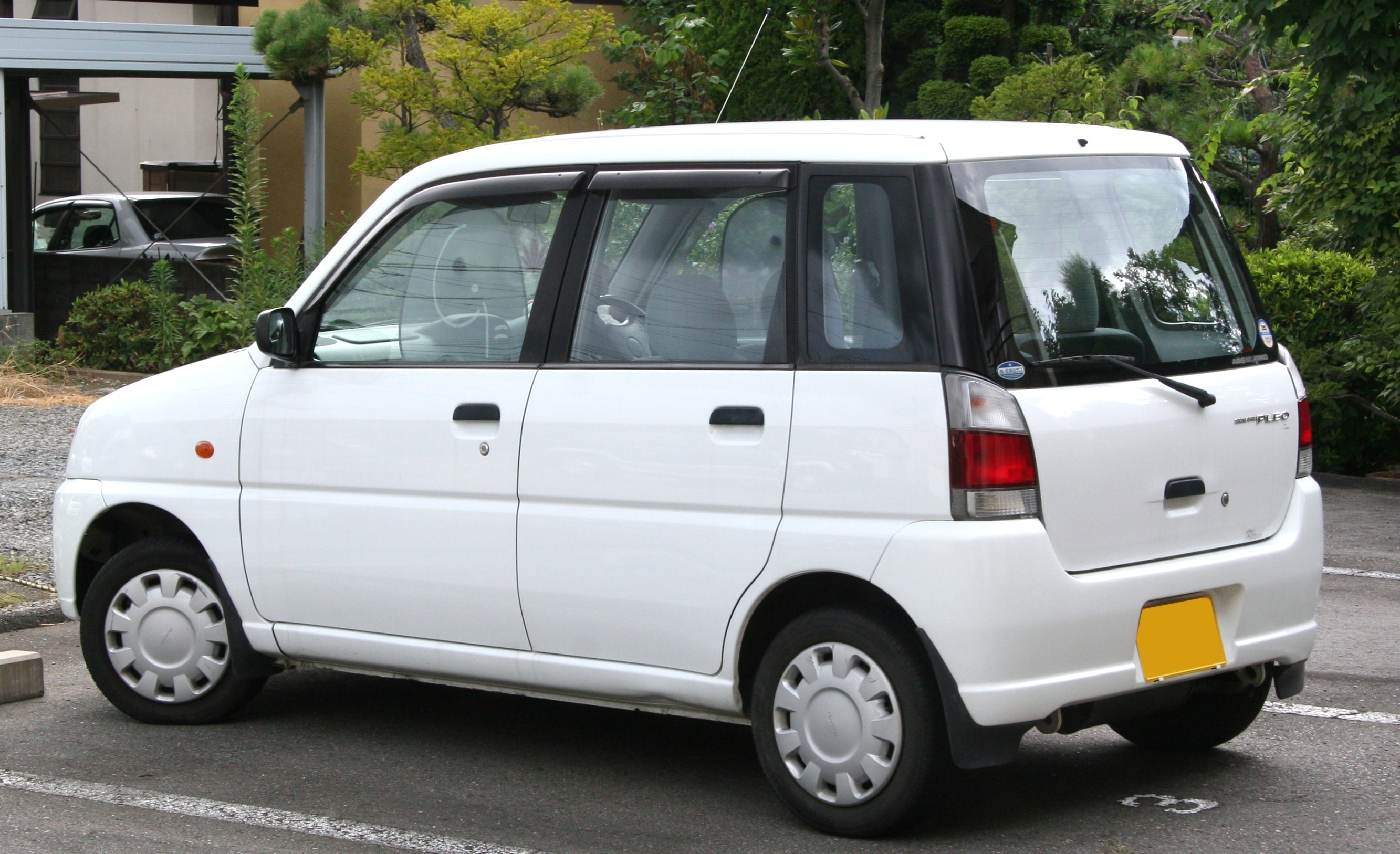
中期型車尾
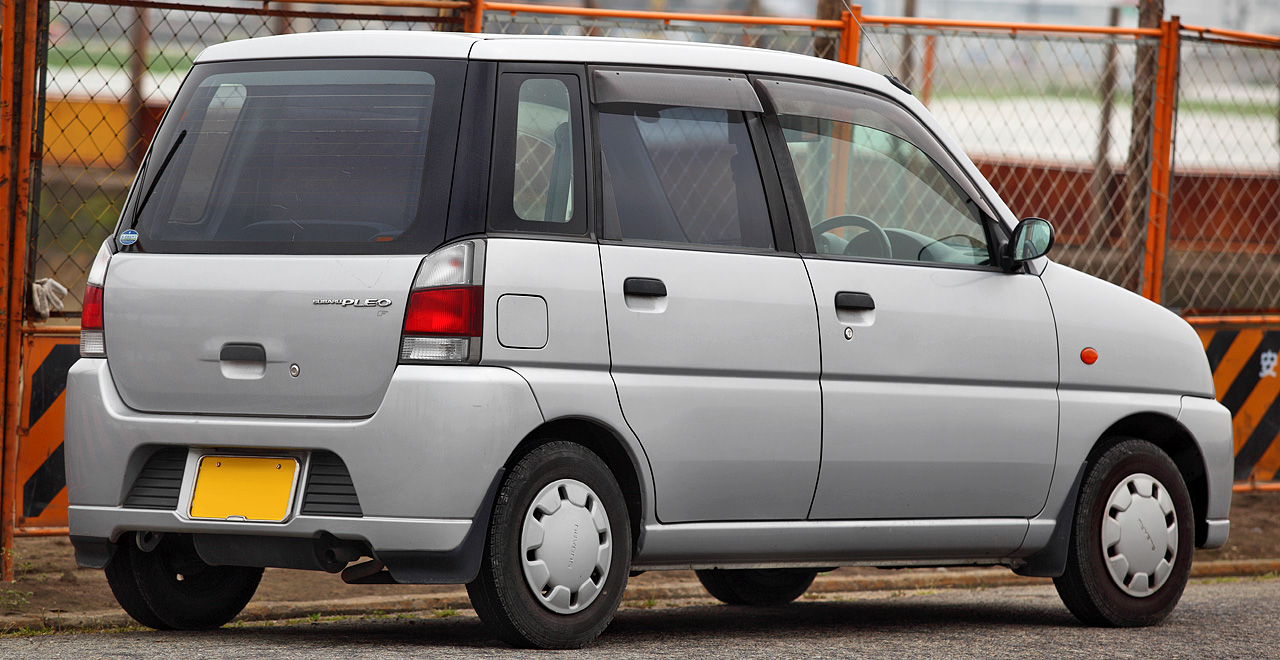
後期型車尾
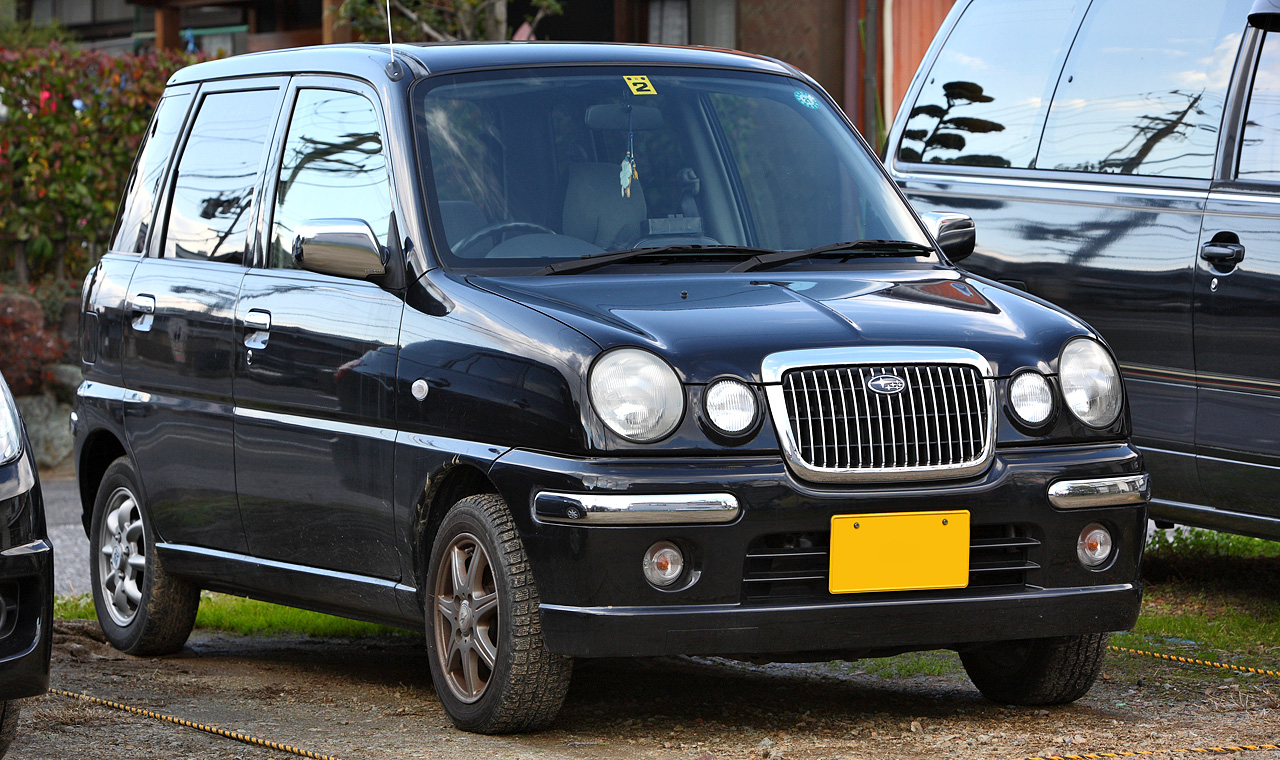
Pleo Nesta車頭
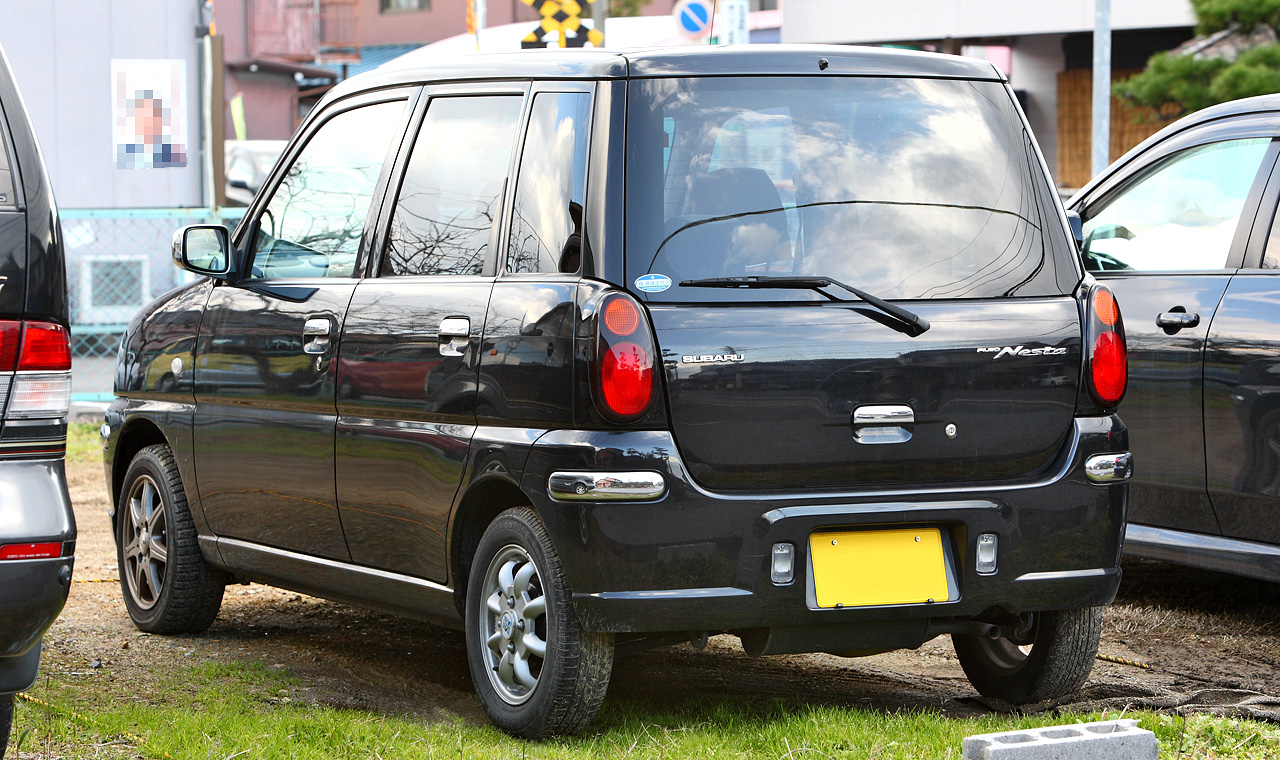
Pleo Nesta車尾
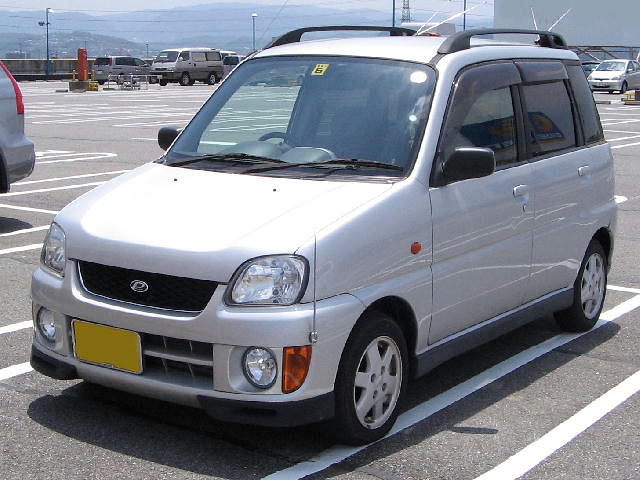
RM型車頭

### 第二代（2010年-2018年）
2010年 - 4月20日第二代大改款正式上市，委託同屬豐田汽車集團的大發工業OEM代工，將大發Mira換成速霸陸的廠徽銘牌。車型上區分成Pleo Van、Pleo、Pleo Custom三種，雖然是輕型車，卻藉由後座可前後滑移255mm創造出彈性化車室空間。動力來源為大發工業研發的658c.c.直列三缸DOHC KF-VE型自然進氣引擎，最大馬力58ps / 7,200rpm、峰值扭力6.6kg・m / 4,000rpm；以及658c.c.直列三缸DOHC KF-DET型渦輪增壓引擎，最大馬力64ps / 6,000rpm、峰值扭力10.5kg・m / 3,000rpm。變速系統則有CVT、四速自排、五速手排等共三種，以日本JC08模式測試平均油耗可達24.0km/L。
2012年 - 12月10日發表衍生車款「Pleo Plus」，為大發Mira e:S的兄弟車。
2013年 - 變更車型，將原先搭載CVT變速系統的車型併入Pleo Plus，並將珍珠白車色改以純白代替。
2015年 - 1月廢除「F Special」車型的香檳金車色。
2018年 - 由於兄弟車大發Mira宣佈即將停產，2月開始出清庫存，3月2日正式停止販售。

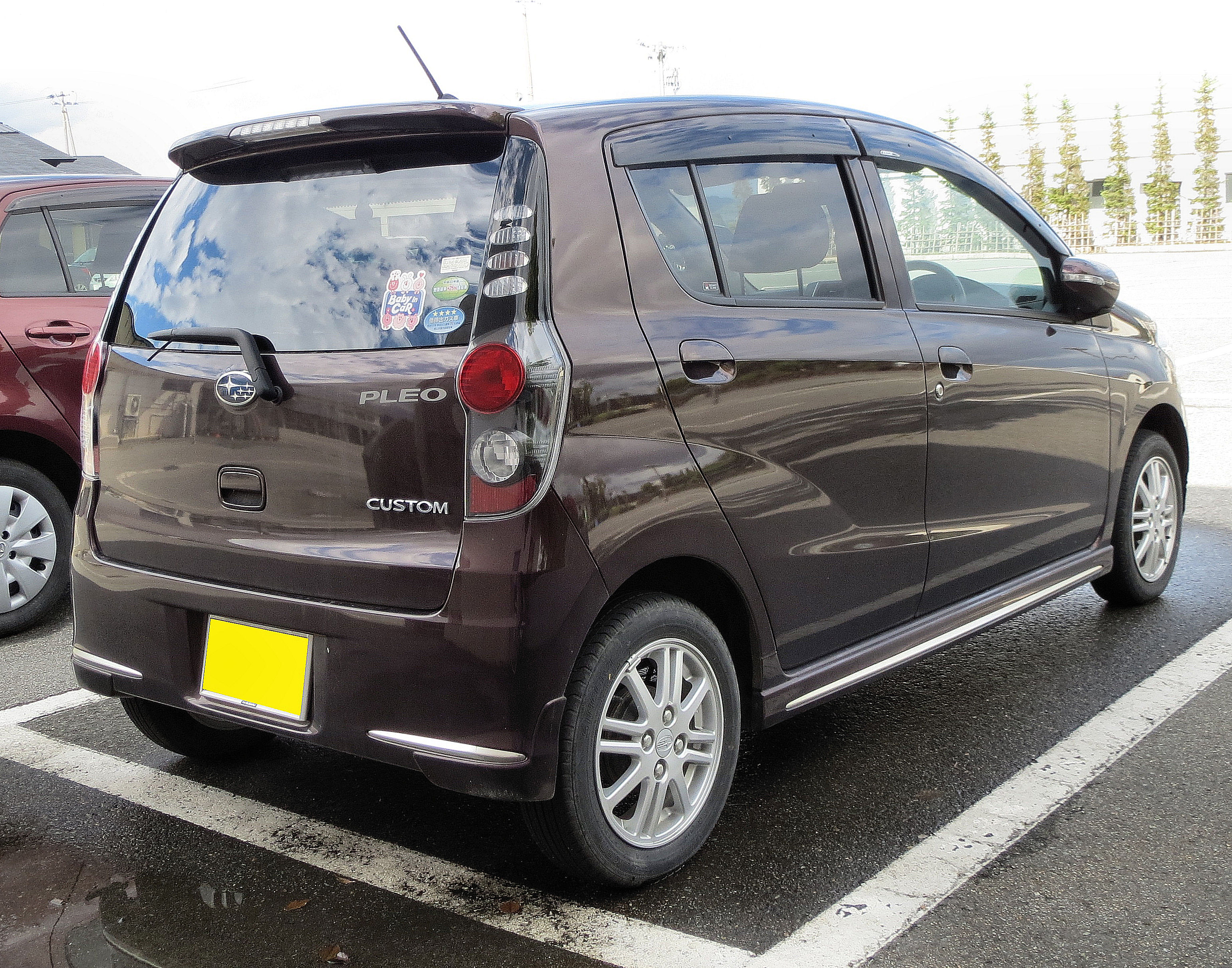
Custom R AWD車型車尾
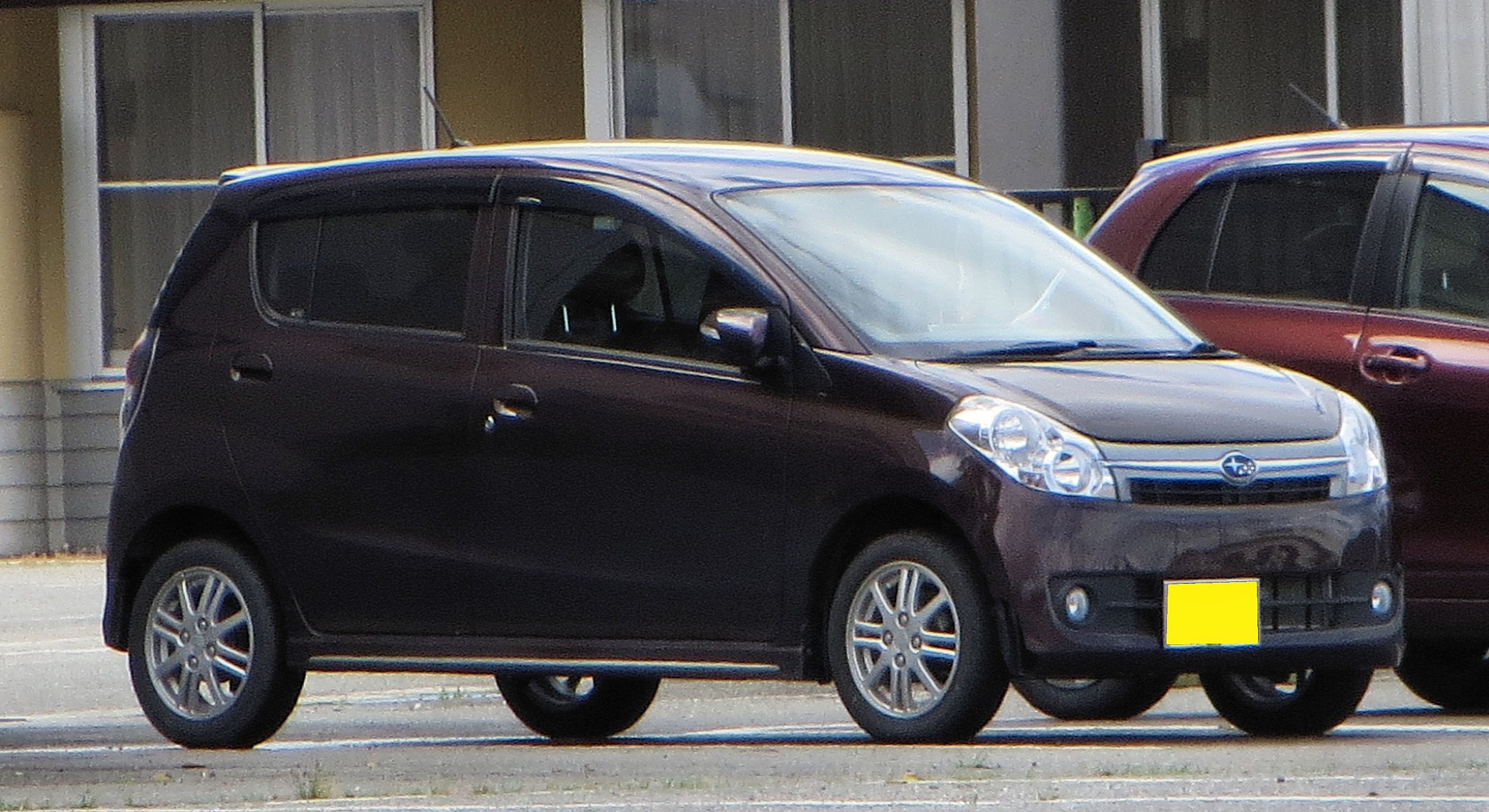
Custom R AWD車型車頭
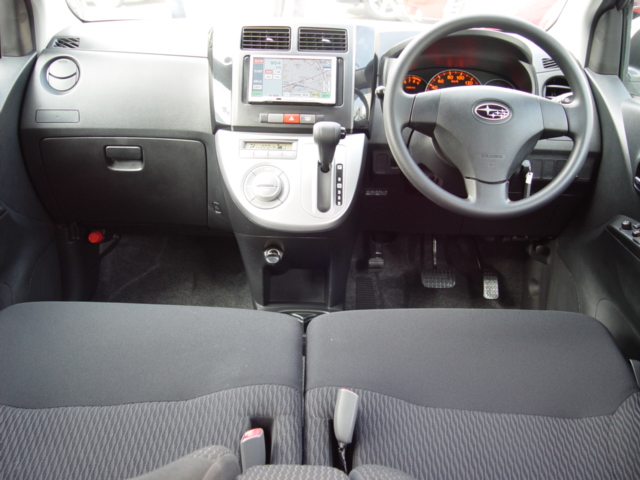
內裝

## 外部連結
- （日語）日本官方網站